# 嵩山街街道
嵩山街街道是中华人民共和国新疆维吾尔自治区乌鲁木齐市头屯河区下辖的一个街道办事处。

## 行政区划
嵩山街街道下辖以下村级行政区划单位：
泰山街社区、黄山街社区、西湖社区、紫阳湖社区、融北社区、融南社区、庐山街社区。